# USS Croatan (CVE-25)
Авіаносець «Кроатан» (англ. USS Croatan (CVE-25)) — ескортний авіаносець США часів Другої світової війни типу «Боуг» (1 група, тип «Attacker»).

## Історія створення
Авіаносець «Кроатан» був закладений 15 квітня 1942 року на верфі «Seattle-Tacoma Shipbuilding Corporation». Спущений на воду 1 серпня 1942 року, вступив у стрій 28 квітня 1943 року.

## Історія служби
Після вступу устрій з жовтня 1943 року авіаносець «Кроатан» ніс службу в Атлантичному океані, де входив до складу пошуково-ударної групи.
Авіаносець здійснив 2 патрульні походи у 1943 році, 2 - у 1944 році і 1 - у 1945 році. 11 червня 1944 року його літаки разом із надводними кораблями потопили німецький підводний човен U-490 (42°47′ пн. ш. 40°08′ зх. д. / 42.783° пн. ш. 40.133° зх. д.).
20 травня 1946 року авіаносець був виведений в резерв. 12 червня 1955 року він був перекласифікований в ескортний вертольотоносець CVHE-25.
1 липня 1958 року корабель був знову уведений у стрій як допоміжний авіаносець CVU-25. 7 травня 1959 року перекласифікований в авіатранспорт AKV-43. Укомплектований цивільним екіпажем,корабель здійснював перевезення літаків, вертольотів та інших матеріалів у Південно-Східну Азію.

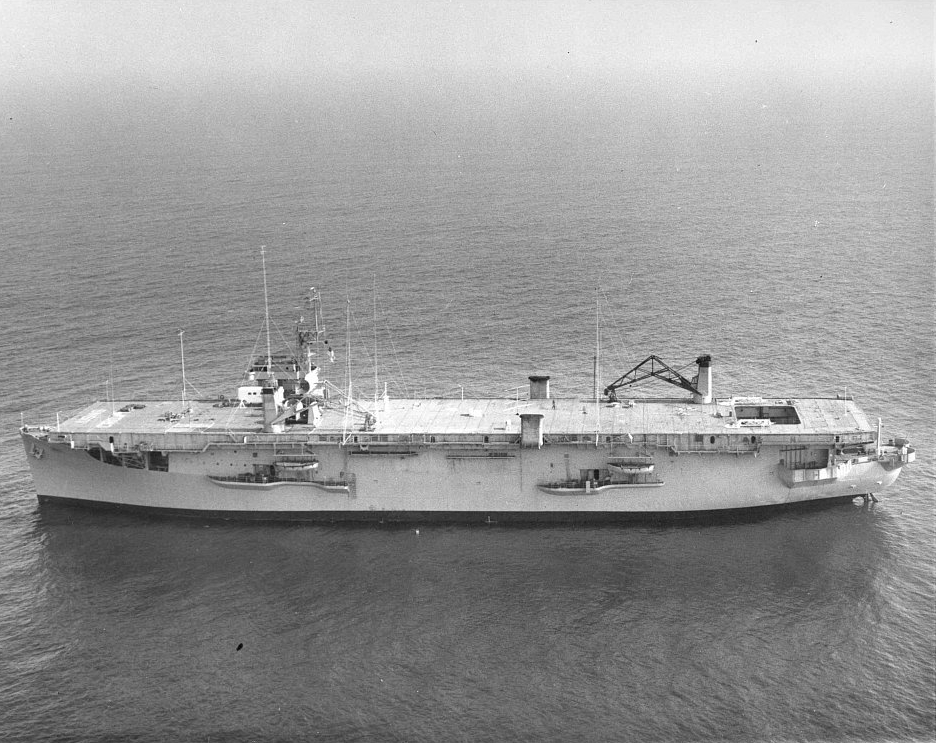
«Кроатан» у 1964 році в експериментах НАСА

З жовтня 1964 року по квітень 1965 року корабель використовувався для експериментів НАСА.
15 вересня 1970 року «Кроатан» був виведений зі складу флоту і наступного року проданий на злам.